# 1 + 2 + 3 + 4 + ⋯
Бесконачан низ чији су услови природни бројеви 1 + 2 + 3 + 4 + · · · је дивергентан низ. Н-ти делимични збир низа је троугаони број.
{\displaystyle \sum _{k=1}^{n}k={\frac {n(n+1)}{2}}},
што расте без граница како Н иде у бесконачност. Пошто се низ парцијалних сума не спаја у ограниченом року, ред нема суму.
Иако на први поглед изгледа да низ нема било какве смислене вредност уопште, може се манипулисати да би се добио низ математички занимљивих резултата, од којих нека имају примену у другим областима, као што су комплексна анализа, квантна теорија поља, као и теорија струна. Многе методе сума се користе у математици за доделу нумеричке вредности чак и дивергентним редовима. Конкретно, методе зета функције регулисања и Рамануџаново сабирање додељују вредност низу -1/12, што је изражено чувеном формулом:
{\displaystyle 1+2+3+4+\cdots =-{\frac {1}{12}}.}
У монографији о теорији месечине, Тери Генон зове ову једначину "једна од најзначајнијих формула у науци".

## Парцијалне суме
Парцијални бројеви низа 1 + 2 + 3 + 4 + 5 + ⋯ су 1, 3, 6, 10, 15, итд. Н-ти парцијални број је дат формулом:
{\displaystyle \sum _{k=1}^{n}k={\frac {n(n+1)}{2}}.}
Ова једначина је била позната Питагорејцима у шестом веку пре нове ере. Бројеви овог облика који се називају троугаони бројеви, јер може да се организује као једнакостранични троугао.
Бесконачни низ троугаоних бројева дивергира до +∞, тако да дефиницијом, бесконачни низ 1 + 2 + 3 + 4 + ⋯ дивергира и до +∞. Дивергенција је једноставна последица облика низа: услови не приближити нули, тако да ред дивергира термином теста.

## Сумирање
Међу класичним дивергентним редовима, 1 + 2 + 3 + 4 + · · · је релативно тешко манипулисати у коначној вредности. Многе методе сумирања се користе за доделу нумеричких вредности дивергентним редовима, неки су моћнији од других. На пример, Цесаро сумирање је позната метода која сумира Грандијеве редове, благо дивергентне редове 1 − 1 + 1 − 1 + ⋯, до 1/2. Абел сумирање је много моћан метод који, не само да сумира Грандијеве редове до 1/2, него и сабира компликованије редове 1 − 2 + 3 − 4 + · · · до 1/4.
За разлику од горњих редова, 1 + 2 + 3 + 4 + · · · није Цесаро сумирање, нити Абел сумирање. Ове методе раде на осцилирању дивергентних редова, али они не могу да произведу коначан одговор за ред који је дивергентан у +∞. Већина од више елементарних дефиниција сумирања дивергентних редова су стабилне и линеарне, и било који од метода и стабилна и линеарна не може да сумира 1 + 2 + 3 +... до коначне вредности; види доле. Потребне су више напредне методе, као што је зета функција регулисања или Рамануџаново сабирање. Такође је могуће утврдити за вредност −1/12 користећи неке грубе хеуристике у вези са овим методама.

### Хеуристика
Сриниваса Рамануџан је представио два нова извођења "1 + 2 + 3 + 4 + ⋯ = −1/12" у поглављу 8 своје прве свеске. Једноставније, мање ригорозно извођење одвија се у два корака, као што следи.
Први кључни увид је да је низ позитивних бројева 1 + 2 + 3 + 4 + · · · личи на наизменични низ 1 − 2 + 3 − 4 + · · ·. Ови последњи низови су такође дивергентни, али је много лакше радити са њима; постоји неколико класичних метода да се додели вредност, који су испитивани од 18. века.
Да би се трансформисао низ 1 + 2 + 3 + 4 + · · · у 1 − 2 + 3 − 4 + · · ·, један може одузети 4 од другог израза, 8 од четвртог израза, 12 од шести израза, и тако даље. Укупан износ који се одузима је 4 + 8 + 12 + 16 + · · ·, који је 4 пута оригиналног низа. Ови односи могу бити изражени уз мало алгебре. Каква год да "сума" низа може бити, назовимо то c = 1 + 2 + 3 + 4 + ⋯. Затим помножимо ове једначине са 4 и одузмемо другу једначину од прве:
{\displaystyle {\begin{alignedat}{7}c&{}={}&1+2&&{}+3+4&&{}+5+6+\cdots \\4c&{}={}&4&&{}+8&&{}+12+\cdots \\*3c&{}={}&1-2&&{}+3-4&&{}+5-6+\cdots \\\end{alignedat}}}
Други кључни увид је да је наизменични ред 1 − 2 + 3 − 4 + · · · формална снага експанзије редова функције 1/(1 + x)2 али је са x дефинисан као 1. Сходно томе, Рамануџан пише:
{\displaystyle -3c=1-2+3-4+\cdots ={\frac {1}{(1+1)^{2}}}={\frac {1}{4}}}
Дељењем обе стране са −3, једна добија c = −1/12.
Уопштено говорећи, опасно је манипулисати бесконачним низом као да је коначан збир, а то је посебно опасно за дивергентне редове. Ако су нуле убачене у арбитрарне позиције дивергентних редова, могуће је доћи до резултата који нису самоусаглашени, а камоли у складу са другим методама. Конкретно, корак 4c = 0 + 4 + 0 + 8 + · · · није оправдан законом адитивног идентитета. За екстреман пример, додавање једне нуле до предњег дела низа може довести до неконзистентног резултата.
Један од начина да се поправи ову ситуација, и да се ограниче места на којима се могу стављати нуле, је да се прати сваки израз у низу повезивањем са зависношћу од неке функције. У низу 1 + 2 + 3 + 4 + · · ·, сваки израз н је само број. Уколико је израз н унапређен на функцију n−s, где је ѕ комплексна варијабла, онда један може осигурати да су само као услови додати. Добијеним низом може да се манипулише на више ригорозан начин, а варијабла ѕ може да се подеси на -1 касније. Имплементација ове стратегије се назива Зета функција регулисања.

### Зета функција регулисања
У зета функцији регулисања, низ је замењен низом {\displaystyle \sum _{n=1}^{\infty }n^{-s}}. Овај последњи низ је пример Дириклетовог низа. Када је реални део ѕ је већи од 1, Дириклетов низ конвергира, а његов износ је Риманова зета функција ζ(s). С друге стране, Дириклетов низ дивергира када је реални део ѕ мањи или једнак 1, па, посебно, низ 1 + 2 + 3 + 4 + · · · који резултује из s = –1 не конвергира. Корист од увођења Риманове зета функције је што се могу дефинисати и друге вредности ѕ аналитичким наставком. Тада се може дефинисати да зета-регулисан збир 1 + 2 + 3 + 4 + · · · буде ζ(−1).
Од ове тачке, постоји неколико начина да докажемо да је ζ(−1) = −1/12. Једна од метода, на линији Ојлеровог резоновања, користи однос између Риманове зета функције и Дириклетове ета функције η(s). Зета функција је дефинисана низовима за наизменични Дириклетов низ, тако да је овај метод паралелан ранијим хеуристицима. Где оба Дириклетова низа конвергирају, један има идентитет:
{\displaystyle {\begin{alignedat}{7}\zeta (s)&{}={}&1^{-s}+2^{-s}&&{}+3^{-s}+4^{-s}&&{}+5^{-s}+6^{-s}+\cdots &\\2\cdot 2^{-s}\zeta (s)&{}={}&2\cdot 2^{-s}&&{}+2\cdot 4^{-s}&&{}+2\cdot 6^{-s}+\cdots &\\\left(1-2^{1-s}\right)\zeta (s)&{}={}&1^{-s}-2^{-s}&&{}+3^{-s}-4^{-s}&&{}+5^{-s}-6^{-s}+\cdots &=\eta (s)\\\end{alignedat}}}
Идентитет {\displaystyle (1-2^{1-s})\zeta (s)=\eta (s)} задржава када су обе функције продужене аналитичким наставком да укључе вредности ѕ за које оба низа дивергирају. Заменом s = −1, један је −3ζ(−1)=η(−1). Сада, рачунајући да је  η(−1) лакши задатак, како је ета функција једнака Абеловом збиру његових дефинисања низова, која је једнострана граница:
{\displaystyle -3\zeta (-1)=\eta (-1)=\lim _{x\to 1^{-}}\left(1-2x+3x^{2}-4x^{3}+\cdots \right)=\lim _{x\to 1^{-}}{\frac {1}{(1+x)^{2}}}={\frac {1}{4}}}
Дељењем обе стране са −3, добијамо да је ζ(−1) = −1/12.

### Кутоф регуларизација
Начин регулисања помоћу кутоф функције могу "изравнати" низ да стигне на -1/12. Изравнање је концептуални мост између зета функције регулисања, са ослањањем на комплексне анализе, и Раманујанове сумације, са његовом пречицом до Ојлер-Маклоренове формуле. Уместо тога, поступак ради директно на конзервативним трансформацијама низова, коришћењем метода реалне анализе.
Идеја је да се замени лоше понашање дискретног низа{\displaystyle \sum _{n=0}^{N}n} поравнатим низом {\displaystyle \sum _{n=0}^{\infty }nf(n/N)}, где је f  гранична функција са одговарајућим својствима. Гранична функција мора бити нормализована до f(0) = 1; ово је другачија нормализација од оне која се користи у диференцијалним једначинама. Гранична функција треба да има довољно ограничења да поравна од боре у низу а требало би да падне на 0 брже него што низ расте. Ради лакшег сналажења, може захтевати да је f глатка, ограничена, и компактно подржана. Тада се може доказати да је ова поравната сума асимптотска до −1/12 + CN2, где је C константа која зависи од f. Константни изрази асимптотског ширења не зависе од f: неопходно је да иста вредност даје аналитички наставак, −1/12.

### Рамануџаново сабирање
Рамануџаново сабирање 1 + 2 + 3 + 4 + · · · је такође −1/12. Рамануџан је написао у свом другом писму Г. Х. Харди,  27. фебруар 1913.:
"Драги господине, ја сам веома задовољан на проучавању Вашег писма из 8. фебруара 1913. Очекивао сам Ваш одговор сличан оном који је професор математике у Лондону написао питајући ме да пажљиво проучим Бромвичев бесконачан низ, и да не паднем у замке дивергентних редова. ... Рекао сам му да је збир бесконачног броја израза низа: 1 + 2 + 3 + 4 + · · · = −1/12 по мојој теорији. Ако Вам кажем ово Ви ћете одмах истаћи лудницу као мој циљ. Ја сам одговорио на ово једноставно да Вас убедим да нећете моћи да пратите моје методе доказивања ако ја укажем линије на којима сам наставио у једном писму. …"
Рамануџанова сума је метод да се изолује стални термин у Ојлер-Маклореновој формули за парцијалне суме низа. За неку функцију f, класичан Рамануџанов збир низа је {\displaystyle \sum _{k=1}^{\infty }f(k)}  дефинисан као
{\displaystyle c=-{\frac {1}{2}}f(0)-\sum _{k=1}^{\infty }{\frac {B_{2k}}{(2k)!}}f^{(2k-1)}(0),}
где f(2k−1) је (2k−1)-ти извод f и B2k је 2k-ти Бернулијеви број: B2 = 1/6, B4 = −1/30, и тако даље. Стављање f(x) = x, први извод f је 1, и сваки други израз нестаје, тако да је:
{\displaystyle c=-{\frac {1}{6}}\cdot {\frac {1}{2!}}=-{\frac {1}{12}}.}
Да би се избегле недоследности, модерна теорија Рамануџановог збира захтева да је f  "редовно" у смислу да изводи вишег реда f пропадају довољно брзо за остале изразе у Ојлер-Маклауриновој формули да имају тенденцију 0. Рамануџан прећутно претпоставља некретнину. Захтев регуларности спречава коришћење Раманџановог сумирања по размакнутим низовима као што су 0 + 2 + 0 + 4 + · · ·, јер ниједна редовна функција не узима те вредности. Уместо тога, такав низ се мора тумачити зета функцијом регулисања. Из тог разлога, Харди препоручује "велики опрез" приликом примене Рамануџановог сумирања познатог низа да се пронађу износи повезаног реда.

### Неуспех стабилних линеарних метода сумирања
Метод сумирања који је линеаран и стабилан не може сумирати низ 1 + 2 + 3 + ... до коначне вредности. (Стабилно значи да додавање термина почетку низа повећава износ за исти износ.) Ово се може посматрати на следећи начин. Ако је
1 + 2 + 3 + ... = x
затим додавање 0 обема странама даје
0 + 1 + 2 + ... = 0 + x = x стабилношћу.
Линеарношћу, може се одузети друга једначина од прве да се добије
1 + 1 + 1 + ... = x – x = 0.
Додавање 0 на обема странама опет даје
0 + 1 + 1 + 1 + ... = 0,
и одузимањем последња два низа даје
1 + 0 + 0 + ... = 0 контрадикторне стабилност.
Метода коришћене изнад да сумирају 1 + 2 + 3 + ... или нису стабилне или нису линеарне. На пример, постоје две различите методе зване зета функција регулисања. Прва, који дефинише збир a + b + c + ... скупа бројева да буде вредност аналитичког наставка 1/as + 1/bs + 1/cs + ... за s = –1 (ако постоји), је стабилна, али не линеарна. Друга, која дефинише збир a + b + c + ... од низа бројева да буде вредност аналитичког наставка a/1s + b/2s + c/3s + ... за s = 0 (ако постоји), је линеарна, али не стабилна. (Обе методе додељују низу 1 + 2 + 3 + ... вредност ζ(–1) = –1/12.)

## Физика
У бозонској теорији струна, је покушај да се израчунају могући енергетски нивои низа, посебно најнижи ниво енергије. Говорећи незванично, свака хармонија низа може се посматрати као колекција {\displaystyle D-2} независни квантни хармонијски осцилатори, један за сваки трансверзални талас, где је {\displaystyle D} је димензија просторног времена. Ако је основна фреквенција осцилације {\displaystyle \omega }онда је енергија у осцилатору која доприноси н-тој хармонији  {\displaystyle n\hbar \omega /2}. Дакле, користећи дивергентне редове, сума преко свих хармонија је {\displaystyle -\hbar \omega (D-2)/24}. На крају је та чињеница, у комбинацији са Годард-Торновом теоремом, што доводи до тога да босоник теорија струна није успела да буде доследна у димензијама, осим 26.
Регуларизација 1 + 2 + 3 + 4 + ⋯ је такође укључена у израчунавање Казимирове снаге за скаларно поље у једној димензији. Да експоненцијална гранична функција довољно ублажава низ, представља чињеница да произвољно високо-енергетски режим није блокиран од стране спроводних плоча. Просторна симетрија проблема је одговорна за отказивање квадратног израза експанзије. Све што је остало је константан израз -1/12, а негативан знак овог резултата одражава чињеницу да је Казимирова снага атрактивна.
Сличан обрачун је укључен у три димензије, користећи Епстеинову зета-функцију на месту Риманове зета функција.

## Историја
Нејасно је да ли Леонард Ојлер сумирао низове до -1/12. Према Морису Клајну, Ојлеров рани рад на дивергентним редовима ослањао се на функцији проширења, од којих је закључио 1 + 2 + 3 + 4 + · · · = ∞. Према Рејмонду Ајоубу, чињеница да је дивергентни зета низ није Абел сумирајући спречио је Ојлера да користи зета функцију слободно као ета функцију, а он "није могао приложити значење" низа. Други аутори су спојили Ојлера са сумом, сугеришући да би Ојлер повећао однос између зета и ета функције на негативне целе бројеве. У основној литератури, низ 1 + 2 + 3 + 4 + ⋯ се помиње у Ојлеровој публикацији из 1760. Де сериебус дивергентибус уз дивергентан геометријски низ 1 + 2 + 4 + 8 + ⋯. Ојлер наговештава да низови овог типа имају крај, негативне суме, а он објашњава шта то значи за геометријски низ, али се не враћа на дискусију 1 + 2 + 3 + 4 + ⋯. У истој публикацији, Ојлер пише да је сума 1 + 1 + 1 + 1 + ⋯ бесконачна.

## Популарни медији
Роман Дејвида Леавита је 2007.  Д Индиан Клерк садржи сцену у којој Харди и Литлвуд дискутују о значењу овог низа. Они закључују да је Рамануџан поново открио ζ(−1), а они користе линију "душевне болнице" у свом другом писму, као знак да се Рамануџан поиграва са њима.
Симон МекБурнеи је 2007 одиграо Дисаперинг Намбр фокусирајући на низ на уводну сцену. Главни лик, Рут, улази у амфитеатар и уводи идеју дивергентне серије пре проглашења, "Ја ћу да ти покажем нешто заиста узбудљиво", наиме 1 + 2 + 3 + 4 + · · · = −1/12. Како Рут лансира у извођење функционалне једначине зета функције, још један глумац се обраћа публици, признајући да су они глумци: "Али математика је стварна. То је застрашујуће, али то је стварно."
Јануара 2014, Нумберфил је поставио ЈуТјуб видео низа, која је окупила више од 1,5 милиона прегледа првог месеца. 8-минутни видео говори Тони Падила, физичар на Универзитету у Нотингему. Падила почиње са  1 − 1 + 1 − 1 + · · · и 1 − 2 + 3 − 4 + · · · и доводи у везу са 1 + 2 + 3 + 4 + · · · користећи израз-по-израз одузимања сличан Рамануџановом аргументу. Нумберфил је такође објавио и 21-минутну верзију спота у ком главну улогу има Нотингем физичар Ед Копеленд, који описује детаљно како 1 − 2 + 3 − 4 + · · · = 1/4 као Абелово сумирање и 1 + 2 + 3 + 4 + · · · = −1/12 као ζ(−1). Након пријема жалбе о недостатку строгости у првом видеу, Падила је такође написао објашњење на својој интернет страници у вези са манипулацијом у видеу и идентификовању између аналитичког настављања низа релевантног Дириклетовом низу.
У Њујорк Тајмс покривености Нумберфиловог видеа, математичар Едвард Френкел је прокоментарисао: "Овај прорачун је једна од најбоље чуваних тајни у математици. Нико споља не зна о томе.."

## Додатна литература
- Lepowsky, James (1999). "Vertex operator algebras and the zeta function". Contemporary Mathematics 248: 327–340. arXiv:math/9909178. Lepowsky, J. (1999). „Vertex operator algebras and the zeta function”. Recent Developments in Quantum Affine Algebras and Related Topics. Contemporary Mathematics. 248. стр. 327—340. ISBN 9780821811993. S2CID 14876412. doi:10.1090/conm/248/03829..
- Zwiebach, Barton (2004). A First Course in String Theory. Cambridge University Press. ISBN 978-0-521-83143-7.
- Elizalde, Emilio (2004). "Cosmology: Techniques and Applications". Proceedings of the II International Conference on Fundamental Interactions. arXiv:gr-qc/0409076.
- Watson, G. N. (1929). „Theorems stated by Ramanujan (VIII): Theorems on Divergent Series”. Journal of the London Mathematical Society (2): 82—86. doi:10.1112/jlms/s1-4.14.82.